# Ilinskita
L'ilinskita és un mineral de la classe dels òxids. Rep el seu nom de G. A. Ilinskiy (1927-1996), de la Universitat de Sant Petersburg.

## Característiques
L'ilinskita és un òxid de fórmula química (Na,K)Cu₅(SeO₃)₂O₂Cl₃. Cristal·litza en el sistema ortoròmbic, en forma de cristalls tabulars, allargats en [001] i aplanats en (010), de fins a 0,35 mm de llarg i 0,05 mm de gruix. La seva duresa a l'escala de Mohs és 1,5. Els exemplars que va servir per a determinar l'espècie, el que es coneix com a material tipus, es troben conservats al museu miner de l'Institut de Mines de Sant Petersburg, i a al museu del departament de mineralogia de la Universitat Estatal de Sant Petersburg.
Segons la classificació de Nickel-Strunz, l'ilinskita pertany a «04.JG - Selenits amb anions addicionals, sense H₂O» juntament amb els següents minerals: prewittita, georgbokiïta, parageorgbokiïta, cloromenita, sofiïta, francisita, derriksita, burnsita i al·localcoselita.

## Formació i jaciments
Va ser descoberta l'any 1996 i descrita gràcies a exemplars de dos indrets diferents del volcà Tolbàtxik: el segon con d'escòria de l'avanç nord, i la fumarola Glavnoye, a l'avanç sud. Sol trobar-se associada a altres minerals com: sofiïta, moissanita, galena, cotunnita i alumini. Aquesta espècie no ha estat descrita en cap altre indret més del planeta.